# Oleksandr Moskaljuk
Oleksandr Oleksijovyč Moskaljuk (in ucraino Олександр Олексійович Москалюк?; Dnipropetrovs'k, 9 febbraio 1970) è un ex giocatore di calcio a 5 ucraino.

## Carriera
Con la nazionale maschile di calcio a 5 dell'Ucraina ha disputato l'European Futsal Tournament 1996 concuso al quinto posto. Nello stesso anno ha partecipato anche al FIFA Futsal World Championship 1996 in cui la selezione est-europea, al debutto nella competizione, è giunta fino alle semifinali, venendo in seguito sconfitta anche nella finalina dalla Russia.

## Palmarès
- Campionato ucraino: 5

Mechanyzator: 1994-1995
Lokomotyv Odessa: 1996-1997, 1997-1998
Interkas: 1999-2000
Šachtar: 2001-2002
- Coppa d'Ucraina: 6

Nika: 1993-1994
Mechanyzator: 1994-1995, 1995-1996
Lokomotyv Odessa: 1996-1997, 1997-1998
Interkas: 1999-2000